# Aníbal Acevedo Vilá
Aníbal Salvador Acevedo Vilá (San Juan, Puerto Rico, 13 de febrero de 1962) es un político y abogado puertorriqueño. Acevedo Vilá se convirtió en el noveno gobernador puertorriqueño del país, el octavo gobernador electo del Estado Libre Asociado de Puerto Rico, y el quinto electo bajo la insignia del Partido Popular Democrático al ganar las elecciones generales del 2 de noviembre de 2004, y fungió como gobernador de 2005 a 2009. Acevedo Vilá ganó la elección por un margen de tan solo 3566 votos, lo que convirtió aquella elección en la 2.ª elección general más cerrada en la historia política de Puerto Rico, 24 años después de la más cerrada que ocurrió en el 1980. Aunque el partido opositor (el Partido Nuevo Progresista) cuestionó la validez de cientos de votos, el Tribunal Supremo de Puerto Rico los validó. Esta decisión fue ratificada por la Corte de Apelaciones para el Primer Circuito de Boston. Acevedo Vilá es el primer gobernador nacido después de la adopción de la Constitución de Puerto Rico. 
Además de la gobernación, Acevedo Vilá ha ocupado importantes puestos políticos en Puerto Rico. Entre ellos se encuentra el haber sido miembro de la Cámara de Representantes de Puerto Rico (1993-2001) y comisionado residente de Puerto Rico en Washington D. C. (2001-2005). Es miembro del Partido Popular Democrático (PPD), la Asociación Nacional de Gobernadores de Estados Unidos, Asociación de Gobernadores Sureños y la Asociación de Gobernadores Demócratas. En 2009, Acevedo Vilá endosó en calidad de superdelegado, al candidato presidencial de Estados Unidos Barack Obama.
El 27 de marzo de 2008, Acevedo Vilá fue acusado por el Departamento de Justicia de Estados Unidos. por 19 cargos relacionados con alegadas irregularidades administrativas en el financiamiento de las campañas electorales. Como resultado, Acevedo Vilá ofreció una conferencia de prensa donde alegó su inocencia de todos los cargos presentados en su contra. El 19 de agosto de 2008, se le acusó de cinco cargos adicionales. El 1 de diciembre de 2008, el juez Paul Barbadoro desestimó 15 de esos cargos, dejando a Acevedo Vilá solo con nueve cargos. El 20 de marzo de 2009, Acevedo Vilá fue encontrado no culpable por un jurado de todos los cargos en su contra.

## Primeros años y educación
Acevedo Vilá nació en San Juan, Puerto Rico el 13 de febrero de 1962, hijo de Salvador Acevedo y Elba Vilá. Cursó estudios en el Colegio San José de Río Piedras en San Juan de Puerto Rico, donde se graduó en 1979. En 1982 obtuvo un Bachillerato magna cum laude en Ciencias Políticas de la Facultad de Ciencias Sociales de la Universidad de Puerto Rico, Recinto de Río Piedras. En 1985 obtiene un juris doctor magna cum laude de la Escuela de Derecho de la Universidad de Puerto Rico, habiéndose destacado como redactor jefe de la Revista Jurídica de la Escuela de Derecho como lo fue el previo presidente de los Estados Unidos Barack Hussein Obama II en la Universidad de Harvard con la revista Harvard Law Review. En 1987 obtiene el grado de maestría en Derecho magna cum laude de la Universidad de Harvard. Una vez terminado sus estudios comenzó su carrera profesional. Trabajó (1986 y 1988) como oficial jurídico del entonces juez asociado del Tribunal Supremo de Puerto Rico, Federico Hernández Denton en el Tribunal Supremo de Puerto Rico y del Hon. Levin Campbell, juez presidente del Primer Circuito de Apelaciones en Boston.

## Carrera política

### Cámara de Representantes
Aníbal Salvador Acevedo Vilá comenzó su carrera política en 1989, cuando trabajó como Asesor de Asuntos Legislativos para el entonces gobernador Rafael Hernández Colón. En 1992, fue elegido Representante por Acumulación por el Partido Popular Democrático. Desarrolló sus habilidades de liderazgo durante este período y revalidó como representante en las elecciones de 1996 con la mayor cantidad de votos en el PPD y electo Portavoz de la Minoría por sus compañeros de delegación en la Cámara. Al año siguiente a los 35 años de edad fue elegido presidente del Partido Popular Democrático en votación del Consejo General del PPD. Asumió la Presidencia del partido en uno de sus momentos más críticos.
En 1998, Acevedo Vilá participó en una campaña en contra del Proyecto Young, un proyecto legislativo del Congreso de los Estados Unidos que pretendía resolver el problema del estatus político de Puerto Rico al convocar un referéndum avalado el entonces gobernador de Puerto Rico, Pedro Rosselló González. El referéndum no incluiría la opción de Estado Libre Asociado actual el cual el Partido Popular Democrático favorecía y que en ocasiones anteriores había resultado la opción ganadora. Por esta razón decidieron optar por la opción de la quinta columna conocida como "Ninguna de las Anteriores", fórmula que obtuvo una histórica victoria con casi un 54 % de los sufragios por lo cual se consolidó como líder de su partido y voz de una Nueva Generación.

### Comisionado residente
En 2000, Acevedo Vilá corrió para el puesto de comisionado residente de Puerto Rico (representante de Puerto Rico ante el Congreso de los Estados Unidos), luego de derrotar a José Hernández Mayoral (hijo del exgobernador Rafael Hernández Colón) en la primaria de su partido en 1999. En las elecciones generales del 2000, Acevedo Vilá resultó victorioso sobre el comisionado residente Carlos Romero Barceló entonces en el cargo, con el 49 % de los votos. Este obtuvo más votos que su compañera de papeleta, la gobernadora Sila María Calderón. Luego se convirtió en gobernador de Puerto Rico.

### Gobernador
En el verano de 2003 la entonces gobernadora de Puerto Rico Sila María Calderón decide no postularse para un segundo término. José Alfredo Hernández Mayoral es la persona escogida para sustituirla pero éste decide no postularse, supuestamente por la salud de su hijo. Es entonces que el entonces comisionado residente llena la vacante en la candidatura de gobernador.
En las Elecciones Generales del 2004, es electo octavo gobernador del Estado Libre Asociado de Puerto Rico, el segundo Gobernador más joven en la historia del País con 42 años en el momento de iniciar su mandato. Es una elección cerrada y única en la historia política de Puerto Rico donde un partido (Partido Nuevo Progresista) obtiene la mayoría en Cámara y Senado, la elección del comisionado residente y la mayoría de las alcaldías en la Isla mientras otro partido adquiere la gobernación. La derrota del candidato del PNP, Pedro Rosselló, y victoria de Aníbal Acevedo Vilá por 3566 votos (0.2 %), es la más cerrada en la historia de Puerto Rico. No obstante, la Ley Electoral de Puerto Rico requiere que haya un recuento de las elecciones si el margen de victoria del ganador es de menos de 4000 votos. Durante el período de recuento, Rosselló demanda a Acevedo Vilá alegando que los votos mixtos denominados "pivazos" son ilegales. Según Rosselló, se pretendían adjudicar como válidas un número de papeletas que eran nulas debido a que el elector votó incorrectamente. Dichas papeletas alterarían el resultado final de la votación a favor de Rosselló.

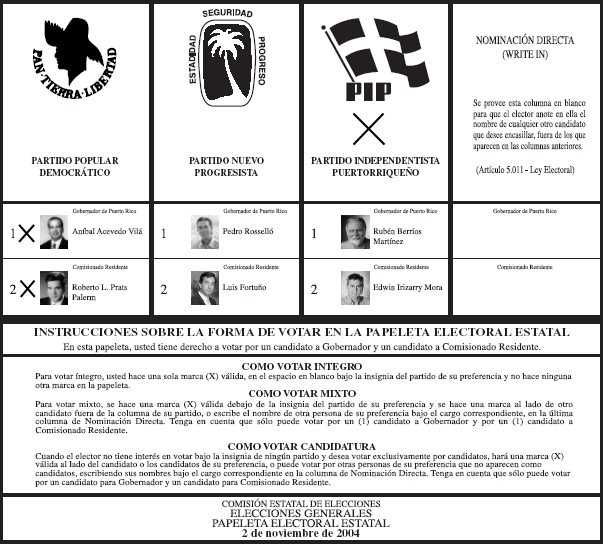
Ejemplo de papeleta para la elección a gobernador en las elecciones del 2004, ilustra el Voto Mixto permitido por la Regla 50 de la CEE.

A continuación se reproduce el texto de las Instrucciones Sobre la Forma de Votar en la Papeleta Electoral Estatal (Elecciones Generales 2004), según se desprende de la papeleta utilizada para que los electores puertorriqueños votaran para elegir al gobernador y comisionado residente:
"Para votar mixto, se hace una marca (X) válida debajo de la insignia del partido de su preferencia y se hace una marca al lado de otro candidato fuera de la columna de su partido, o escribe el nombre de otra persona de su preferencia bajo el cargo correspondiente, en la última columna de Nominación Directa. Tenga en cuenta que sólo puede votar por un (1) candidato a gobernador y por un (1) candidato a Comisionado Residente."
El PNP impugna la adjudicación de las papeletas que tenían una marca bajo la insignia del PIP y marcas al lado de la candidatura de Aníbal Acevedo Vilá como candidato a gobernador por el PPD. De acuerdo a las instrucciones expresas en la Papeleta Estatal, sólo se puede votar por un (1) candidato a gobernador y un (1) candidato a Comisionado Residente, pero en toda elección de Puerto Rico se puede hacer una cruz al lado de cualquier candidato que no sea del partido de preferencia convirtiendo la papeleta en una mixta.  La controversia estaba centrada en que un voto bajo la insignia del PIP representaba un (1) voto para su candidato a la gobernación y un (1) voto para su candidato a comisionado residente.  El candidato nuevoprogresista alega entonces que las marcas al lado de los candidatos a esos mismos cargos por el Partido Popular Democrático invalidaban la Papeleta. Debido a que los comisionados de los 3 partidos habían firmado el folleto oficial de la Comisión Estatal de Elecciones y las reglas de voto mixto habían sido ya aceptadas, la controversia acabó.  Ese tipo de papeleta ya había sido aceptada como legal en todas las elecciones anteriores en Puerto Rico.
El Tribunal Supremo de Puerto Rico dictamina que los votos en cuestión son válidos debido a que los 3 comisionados de los 3 partidos: Juan Dalmau Ramírez (PIP), Gerardo "Toñito" Cruz (PPD) y Thomas Rivera Schatz (PNP) firmaron el Manual de Procedimientos de la Comisión estatal de Elecciones en donde las páginas 52-53 aseguran como votar en la sección 59.2 donde orienta como adjudicar votos mixtos en la papeleta estatal (R. 81). Acevedo Vilá es certificado ganador el 28 de diciembre de 2004.  El caso se apela a nivel federal y la corte de distrito apoya la decisión del Tribunal Supremo de Puerto Rico.
Acevedo Vilá asume la gobernación de Puerto Rico el 2 de enero de 2005 en una ceremonia diferente a las anteriores. La tradición es que el gobernador de Puerto Rico juramenta en el lado norte del Capitolio de Puerto Rico. Esta vez, Acevedo Vilá cambia el lugar y escoge como sitio el Parque Luis Muñoz Rivera, que ubica a la entrada de la isleta de San Juan. Como gobernador, Acevedo Vilá enfrentaría muchos retos políticos, ya que la Asamblea Legislativa de Puerto Rico estaba controlada por el partido de la oposición (Partido Nuevo Progresista, PNP) y el comisionado residente, Luis Fortuño que luego lo reto en las elecciones de 4 de noviembre de 2008, derrotándolo por 221 099 votos según la Comisión Estatal de Elecciones.

#### Llamado a un «Gobierno Compartido»
Debido a que las dos ramas principales del gobierno son controladas por partidos distintos, el gobernador Aníbal Acevedo Vilá ha denominado su gobierno como un "Gobierno Compartido". Ha concentrado sus esfuerzos en tratar de conseguir apoyo bipartidista para sus proyectos. Comenzó esta tarea al nombrar personas de diferentes partidos políticos para su gabinete.
No obstante, Acevedo Vilá y la Legislatura de Puerto Rico han entrado en varias controversias. Luego de que el gobernador vetara un proyecto impulsado por la mayoría legislativa del PNP, estos decidieron no confirmar varios de los nominados del gobernador al Gabinete Constitucional del Ejecutivo.
Acevedo reclamó que su gobierno heredó una situación financiera difícil de la administración previa y que su gobierno trabaja con un déficit de sobre 400 millones de dólares. A causa de esto, el gobernador Acevedo ha propuesto varias medidas para controlar el déficit.  Estas medidas propuestas han causado que el gobernador haya recibido una aprobación negativa de parte del pueblo para los primeros nueve meses de su administración. Un periódico en la isla publicó una encuesta que reveló que sobre 65 % por ciento de las personas entrevistadas calificó los esfuerzos de gobernador como una D o una F. Hasta el día hoy los esfuerzos por un gobierno compartido no se han dado.

#### Cierre parcial del Gobierno
Nuevas tensiones entre el Ejecutivo y la Legislatura surgieron en abril de 2006, cuando Acevedo anunció que el Gobierno Central de la Isla no contaba con los fondos suficientes para pagar la nómina de los empleados públicos para los meses de mayo y junio. El gobernador pidió a la Legislatura que se aprobara un préstamo de sobre $500 millones para que se pudieran mantener las agencias del gobierno activas. El Senado aprobó el préstamo pero la Cámara de Representantes se rehusó a hacerlo. Acevedo anunció entonces que las agencias gubernamentales cerrarían sus puertas a partir del 1.º de mayo y no reabrirían hasta que se aprobara el préstamo provocando que alrededor de 90 000 empleados públicos se quedaran en la calle y sin recibir parte de su salario de nómina.
El cierre parcial duró dos semanas hasta que el gobernador Acevedo y los líderes legislativos lograron llegar a un acuerdo gracias a la intervención de líderes religiosos del país. Los detalles del acuerdo incluyeron la aprobación del préstamo así como una nueva reforma fiscal que impone un impuesto sobre la venta y que requiere la reducción de los costos de operación del gobierno central.
Acevedo Vilá es autor del libro En honor a la Verdad, una recopilación de ponencias y mensajes históricos que relatan su lucha incesante por desarrollar a su pleno potencial el Estado Libre Asociado de Puerto Rico. Está casado con la señora Luisa “Piti” Gándara y tiene dos hijos, Gabriela y Juan Carlos. Cabe resaltar que sus años de gobierno fueron empañados por ser los del Partido Nuevo Progresista (PNP) o partido contrario, la mayoría en la cámara y el senado de PR.

### Derrota en las elecciones 2008
Durante el 2008, Acevedo Vilá fue acusado en un total de 24 cargos de corrupción. Debido a esta situación y a la crisis económica durante su término, varios candidatos potenciales como William Miranda Marín (Exalcalde de Caguas) y Alejandro García Padilla (exsecretario del Departamento de Asuntos al Consumidor) se mencionaron como posibles reemplazos. Sin embargo, Acevedo Vilá decidió presentar su candidatura para la reelección, y fue abiertamente endosado por el Partido Popular Democrático en un caucus masivo celebrado en el Coliseo José Miguel Agrelot.
Un tiempo después, escogió al Director del Banco de Desarrollo y Fomento de Puerto Rico, Alfredo Salazar, como su compañero de papeleta para la posición de comisionado residente. Aunque mucha gente lo consideraba como el candidato a perder, muchos analistas calificaron su campaña como superior a la de su oponente principal, Luis Fortuño. El cierre de campaña del Partido Popular Democrático se celebró en el estacionamiento de una de las estaciones del Tren Urbano. A pesar del apoyo de su partido, Acevedo Vilá fue derrotado por Fortuño por un margen de 224 894 votos, convirtiéndose en el candidato popular derrotado por el margen más grande en la historia de Puerto Rico. Poco tiempo después, Acevedo Vilá anunció su renuncia como Presidente del partido. 

### Derrota en elecciones del 2020
En el 2019 Acevedo Vilá anunció que correría otra vez para el puesto de comisionado residente. No hubo primarias dado que los otros candidatos no lograron conseguir los endosos requeridos. Las encuestas indicaban que Acevedo Vila estaba diez puntos detrás de la incumbente del PNP‚ Jenniffer González. Los resultados de la elección confirmaron estas proyecciones donde Acevedo Vilá recibió 32% del voto y fue derrotado por un margen 106 000 votos

## Cargos Federales
El caso fue llevado al foro federal por el exgobernador de Puerto Rico Carlos Romero Barceló del Partido Nuevo Progresista (PNP), que había perdido su elección como comisionado residente en Washington contra su opositor político Aníbal Acevedo Vilá y así lo aseguró a los medios de comunicación. Este presentó una evidencia a una juez que había nombrado en 1979 cuando era gobernador, la juez y Jefa de Fiscalía federal Rosa Emilia Rodríguez. Esta junto a la fiscal María Domínguez y el jefe del Negociado Federal de Investigaciones (FBI) Luis Fraticelli, fueron los que mencionaron a los medios el pliego acusatorio que tenía la fiscalía en contra de Aníbal Acevedo Vilá. El exgobernador Aníbal Acevedo Vilá, fue elegido por el pueblo de Puerto Rico y afiliados al Partido Popular Democrático (PPD) ha comisionado residente en Washington en el 2000 y a la gobernación de Puerto Rico en el 2004, enfrentó nueve cargos criminales por el financiamiento presuntamente ilegal de sus campañas eleccionarias y violaciones a la ley electoral federal. Las acusaciones eran de conspiración múltiple, lavado de dinero,  interferencia con el comercio interestatal por comunicaciones fraudulentas a través de correos electrónicos y privar al pueblo de sus servicios honestos. Si era culpable, se enfrentaría a una sentencia de cárcel de hasta 20 años.
En este caso siete coacusados ya se habían declarado culpables, tres de los cuales llegaron a acuerdos de cooperación con la fiscalía federal y testificarían en el juicio por jurado contra el exmandatario a cambio de sentencias menos severas. Acevedo Vilá fue acusado el 27 de marzo de 2008 durante el último año de su mandato. Contra el exgobernador se presentaron 24 cargos originalmente. El 8 de julio de 2008 el gobernador de Puerto Rico Aníbal Acevedo Vilá, por conducto de sus abogados Thomas Green, Brandford Berenson, José Ortiz y Harry Anduze, radicaron una Moción de Desestimación en la cual solicitaron la desestimación de los cargos 1, 10-22 y 25-27 del pliego acusatorio. Una de las principales alegaciones de la defensa fue la Prescripción. Se alegó que 40 de los 41 delitos imputados ya prescribieron por lo que no había causa de acción contra el acusado de haberse cometido los delitos imputados. El 1 de diciembre de 2008 el juez Paul J. Barbadoro desestimó 15 de los 24 delitos.

### Conclusión del caso
El caso se vio desde el 9 de febrero de 2009 hasta el 20 de marzo de 2009, luego de cuatro años de investigación, 29 días de juicio seis fiscales y seis abogados defensores en el caso.  Un jurado de 12 puertorriqueños compuesto por ocho mujeres y cuatro hombres lo encontró no culpable por unanimidad, ya que parte de la prueba fue encontrada inconclusa y para los delitos que sí había prueba contundente, los mismos habían prescrito.

## Vida personal
Acevedo Vilá contrajo matrimonio con Luisa "Piti" Gándara Menéndez, una educadora y maestra de ciencias, en 1988. Junto a Gándara tuvo dos hijos: Gabriela y Juan Carlos Acevedo Gándara. Gándara también sirvió como Representante por acumulación durante el periodo 2013-2017. Luego de haber sobrevivido dos previos diagnósticos de cáncer de mama en 2011 y 2016, Gándara falleció el 14 de junio de 2023 luego de tomar la decisión de no recibir más tratamiento ya que su cáncer tenía metástasis en su colon.

## Historial electoral
| Año  | Cargo                         | Tipo      | Partido | Partido | Votos   | %     | Posición | Resultado |
| ---- | ----------------------------- | --------- | ------- | ------- | ------- | ----- | -------- | --------- |
| 1992 | Representante por acumulación | Generales |         | PPD     | 120,572 | 6.5   | 10.º     | Electo    |
| 1996 | Representante por acumulación | Generales |         | PPD     | 145,485 | 7.6   | 6.º      | Reelecto  |
| 2000 | Comisionado Residente         | Generales |         | PPD     | 983,488 | 49.3  | 1.º      | Electo    |
| 2004 | Gobernador                    | Generales |         | PPD     | 963,303 | 48.4  | 1.º      | Electo    |
| 2008 | Gobernador                    | Generales |         | PPD     | 801,071 | 41.3  | 2.º      | Derrotado |
| 2020 | Comisionado Residente         | Generales |         | PPD     | 400,412 | 32.16 | 2.º      | Derrotado |